# Trinitatiskirche (Gliwice)

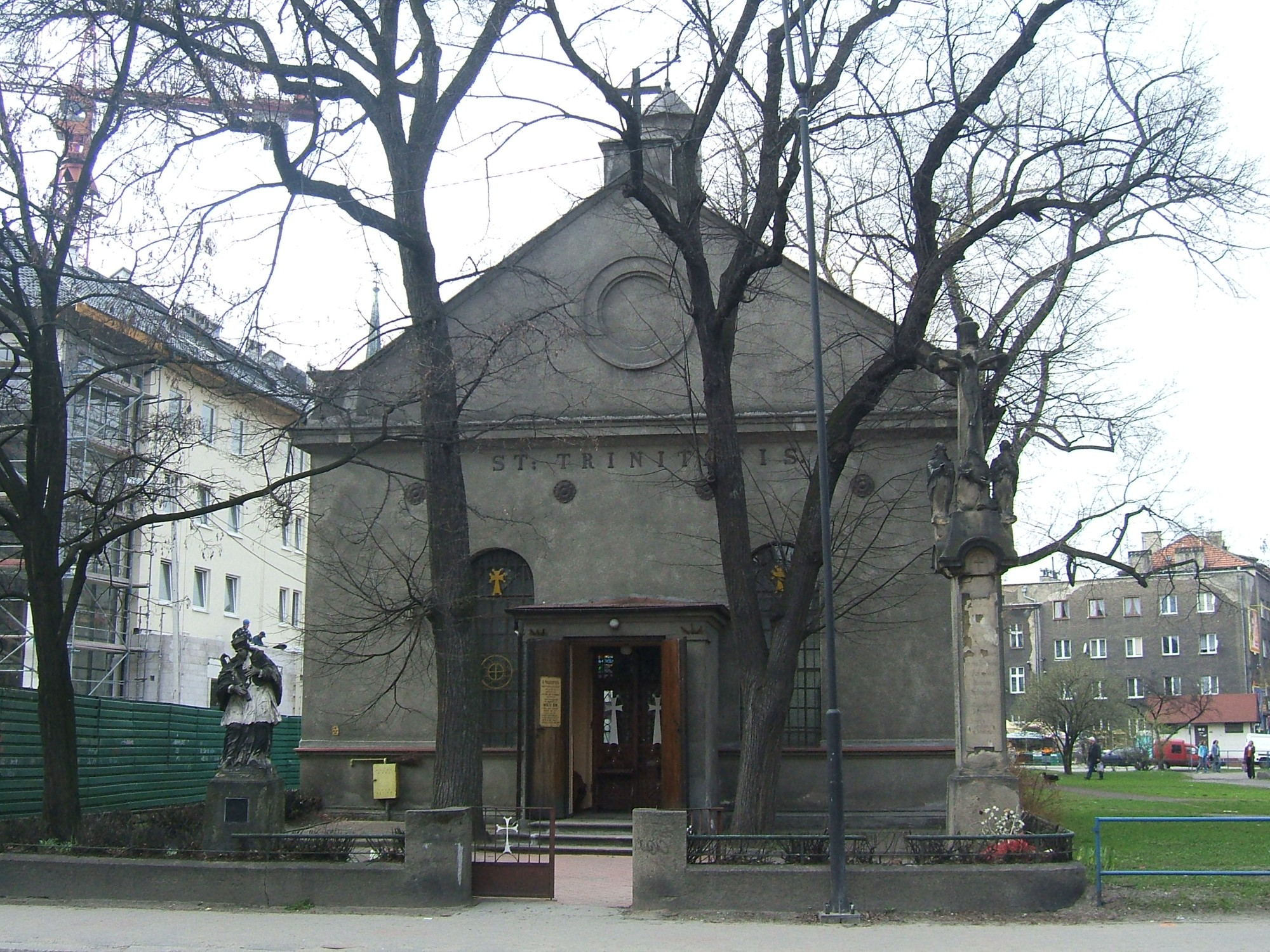
Vorderansicht

Die Trinitatiskirche (polnisch Kościół Trójcy Świętej) ist eine armenisch-katholische Kirche in der ul. Mikołowska (Nicolaistraße) in der Innenstadt der polnischen Stadt Gliwice (Gleiwitz). Sie wird heute auch Armenische Kirche der Heiligen Dreifaltigkeit genannt oder kurz Dreifaltigkeitskirche.
Sie ist der Nachfolgebau der am 2. April 1813 bei einem Brand in der Beuthener Vorstadt abgebrannten hölzernen Trinitatiskirche und wurde zwischen 1836 und 1838 erbaut. Am 29. Juni 1838 wurde die neue Trinitatiskirche eingeweiht. Als sich 1872 einige Gleiwitzer zur altkatholischen Konfession bekannten, baten sie Bürgermeister Teuchert um ein Kirchengebäude für ihre Gemeinde. Teuchert stellte ihnen im selben Jahr die Trinitatiskirche zur Verfügung. Am 6. Oktober 1872 feierten die Altkatholiken hier ihren ersten Gottesdienst.
1920 forderte das katholische Pfarramt der Allerheiligenkirche die Kirche zurück, welche sie am 22. März 1921 zurückerhielt. Seitdem hielt dort die Peter-Paul-Kirche Messen ab. 1941 erhielt die altkatholische Gemeinde die Kirche zurück. 1945 (durch die Vertreibung der Deutschen hörte die Altkatholische Gemeinde auf zu existieren) erhielt die armenisch-katholische Gemeinde die Kirche.